# NeverDead
NeverDead (рус. Никогда не мёртвый или бессмертный) — видеоигра, разработанная Rebellion Developments и издана Konami. Выпущена на игровые приставки Xbox 360 и Playstation 3. Дата выхода игры на территории России 3 января 2012 года.

## Сюжет
События игры разворачиваются в недалеком будущем в полуразрушенном городе, где идет бескомпромиссная борьба за выживание между людьми и всевозможными сверхъестественными существами. Главный герой NeverDead — это бессмертный герой, который запросто расстается с частями собственного тела, чтобы затем просто подобрать их и прикрепить на место. Кроме того, вместо оторванной руки можно будет установить какое-нибудь оружие — холодное или огнестрельное.

## Персонажи
- Брайс Болцман (англ. Bryce Boltzmann) — охотник на демонов, который обречён быть бессмертным пять столетий назад благодаря Астароту после того, как он стал свидетелем жестокого убийства своей жены на руках вышеупомянутого короля демонов. С тех пор он стал растрепанным, горьким алкоголиком, который охотится на демонов за деньги и месть, часто используя свою способность терять и снова возвращать конечности себе. Сейчас в наше время, он сопровождает женщину частного детектива, Аркадию[5][6][7].
- Аркадия Максимилл (англ. Arcadia Maximille) — партнёрша Брайса. Холодная, хладнокровная и методичная женщина.
- Астарот (англ. Astaroth) — главный антагонист игры. Астарот является королём демонов, который убил жену Брайса. В то время как Брайс был в ужасе от убийства, Астарот выколол один глаз и проклял Брайса быть бессмертным. Астарот ответственен за вторжение демонов в город.

## Музыка к игре
Основной саундтрек к игре исполняла американская трэш-метал группа Megadeth.

## Отзывы и критика
| Сводный рейтинг | Сводный рейтинг               |
| Агрегатор       | Оценка                        |
| --------------- | ----------------------------- |
| GameRankings    | 50,22 % (PS3) 48,84 % (X360)  |
| Metacritic      | 50/100 (PS3) 52/100 (Xbox360) |